# أنجي مارتينيز
أنجيلا «انجي» مارتينيز (بالإنجليزية: Angie Martinez)‏(9 يناير 1971)، هي شخصية أذاعية، ومغنية راب، وممثلة أميركية.

## وصلات خارجية
- أنجي مارتينيز على موقع IMDb (الإنجليزية)
- أنجي مارتينيز على موقع ألو سيني (الفرنسية)
- أنجي مارتينيز على موقع ميوزك برينز (الإنجليزية)
- أنجي مارتينيز على موقع أول موفي (الإنجليزية)
- أنجي مارتينيز على موقع أول ميوزيك (الإنجليزية)
- أنجي مارتينيز على موقع ديسكوغز (الإنجليزية)
- أنجي مارتينيز على موقع قاعدة بيانات الفيلم (الإنجليزية)
- أنجي مارتينيز على موقع كينوبويسك (الروسية)
- Angie Martinez's Official Website
- Angie Martinez on YouTube
- Angie Martinez's page at Hot97.com
- كلمات أغاني مارتينيز